# Церква Різдва Пресвятої Богородиці (Большинка)
Церква Різдва Пресвятої Богородиці (рос. Церковь Рождества Пресвятой Богородицы) — православний храм у слободі Большинка Ростовської області; відноситься до Шахтинської і Міллеровської єпархії, Тарасовське благочиння.
Адреса: Ростовська область, Тарасовський район, слобода Большинка.

## Історія
Першим храмом, побудованим у слободі Большинській, була дерев'яна церква Різдва Христового, зведена в 1789 році. Після того, як вона занепала, в 1857 році була побудована нова кам'яна церква, закрита в 1930-ті роки. Після Великої Вітчизняної війни в ній влаштували колгоспний склад, а на початку ХХІ століття було прийнято рішення про відновлення храму. Його реставрація триває по теперішній час[прояснити].
Для ведення богослужінь у 2006 році в Большинці на основі виділеного владою старого будинку був побудований і освячений новий Христоріздв'яний храм, який через певний час став називатися церквою Різдва Пресвятої Богородиці, оскільки освячення відбулося 21 вересня 2006 року — у день Різдва Пресвятої Богородиці.
Всі роботи зі зведення церкви були виконані на пожертви — зовнішні і внутрішні роботи, зокрема, розпис іконостасу, спорудження малої дзвіниці та облаштування території. Значну допомогу надало акціонерне товариство «Большинське», яке не тільки пожертвувало велику грошову суму, але й безпосередньо брало участь у будівництві. Таким чином новий храм виріс навпроти руїн старого.
Настоятель храму Різдва Пресвятої Богородиці — ієрей Андрій Коршунов.